# 細川貂々
細川 貂々（ほそかわ てんてん、1969年（昭和44年）9月16日 - ）は、日本の漫画家、イラストレーター、エッセイスト。
埼玉県行田市出身。現在は兵庫県宝塚市在住。キリスト教 カトリック教会の信徒である。

## 経歴
セツ・モードセミナー卒業後、さまざまな職業を経て、1996年（平成8年）12月、『ぶ〜けDX』（集英社）で漫画家としてデビューする。
うつ病を患った夫・望月昭との夫婦での闘病記をイラストを交えて綴った『ツレがうつになりまして。』（幻冬舎・略称は「ツレうつ」）を2006年（平成18年）に発表、大きな反響を呼ぶベストセラーとなった。続編の『その後のツレがうつになりまして。』もヒット。「ツレうつ」は2009年（平成21年）5月にテレビドラマ化、2011年（平成23年）10月に映画化（のちDVD発売）された他、たけしの健康エンターテインメント!みんなの家庭の医学でも当時の状況が紹介され、各地に講演会でまわる事も多く続く。
代表作『ツレうつ』のほか、ペットとして飼育しているグリーンイグアナに関する著書や、自分の結婚・妊娠・出産などを描いた本、うつ病から寛解した夫が専業主夫として家事に携わる様子を描いた本、さらには子育て専業パパとして育児をこなしていく様子を描いた本などを執筆している。
その後、対人関係療法の第一人者である水島広子医師との出会いによりベストセラー『それでいい。』シリーズが生まれ、LINEスタンプ「細川貂々＆水島広子　それでいい。スタンプ」も開発発売された。
北海道 浦河のべてるの家へ取材し「生きづらいでしたか？」発刊後自身でも当事者研究を実施、2019年（令和元年）9月より宝塚市立中央図書館にて定期的に当事者研究会「生きるのヘタ会？」を開催している。
『がっこうのてんこちゃん　はじめてばかりでどうしよう！の巻』（福音館書店、2023年）にて、第71回産経児童出版文化賞の「ニッポン放送賞」を受賞
内閣府の「読んで役立つ　ほっと安心手帳」・厚生労働省の「自殺予防週間」・浦安市「ひとりじゃないよ」・魚沼市「こころの健康チェック」・宇都宮市「自殺予防・こころの健康づくり対策」・三田市の児童虐待防止「子どもに関する相談窓口です」など行政へのイラスト担当も多く、宝塚市文化財団の地震から身を守る3動作「シェイクアウト」の担当、明治安田生命の「セカンドライフ世代　篇」「保障をチェック　篇」でも担当している。
現在、広報たからづかにて「てんさんぽ」を連載（WEB閲覧可）。
2012年（平成24年）発売のスマホアプリ「うつレコ」のイラスト・アイコンも担当した。
小学校のPTA本部役員を3年経験。2017年（平成29年）より宝塚市の宝塚大使にも任命された。
趣味の宝塚歌劇観劇、文楽観劇、落語鑑賞はのちに仕事として関わる機会も増え「タカラヅカが好きすぎて。」・「タカラヅカ 夢の時間紀行」・「お多福来い来い〜てんてんの落語案内」発刊やWEBまんが「仮名手本忠臣蔵」掲載へもつながっている。
過去の展示会ではオリジナルグッズも製作販売。ツバメノートからもよみきかせノートやノートが発売されているほか、2017年には宝塚市立中央図書館にて宝塚歌劇史「タカラヅカ夢の時間紀行」を開催。貴重な当時の文献・写真も含め展示された。　
夫の望月は2008年現在、家事、育児を一手に引き受けるほか、夫婦の個人事務所「てんてん企画」の社長を務める。「ツレうつ」にちなみ、周囲から「ツレさん」と呼ばれることが多い。自身の体験を基に『こんなツレでゴメンナサイ。』ほかを著している。

## 作品

### ツレがうつになりまして。シリーズ
- ツレがうつになりまして。（幻冬舎、2006年　のち文庫　のち台湾・韓国・中国で翻訳　kindle版あり）
- その後のツレがうつになりまして。（幻冬舎、2007年　のち文庫　kindle版あり）
- 7年目のツレがうつになりまして。（幻冬舎、2011年　のち文庫　kindle版あり）

なお、『イグアナの嫁』が「『ツレがうつになりまして。』第2弾」として紹介されて、映画では原作の一つとなっている。
2009年（平成21年）NHKでドラマ化（主演：藤原紀香・原田泰造）、2011年（平成23年）映画化（監督：佐々部清、主演：宮崎あおい・堺雅人）のちDVD発売。

### その他のツレ関連・共作
- かわいいダンナとほっこり生活。（ゴマブックス、2006年）
- 専業主夫ツレのプチベジ・クッキング（角川SSコミュニケーションズ、2007年）
- ツレと私のふたりぐらしマニュアル（文藝春秋、2009年）
- ツレはパパ1年生（朝日新聞出版、2009年　のち文庫）
- ツレはパパ2年生（朝日新聞出版、2009年　のち文庫）
- ツレはパパ3年生（朝日新聞出版、2010年　のち文庫）
- びっくり妊娠なんとか出産（小学館、2008年　のち文庫）
- ツレと私の「たいへんだ!」育児（文藝春秋、2009年）
- ツレと私の「たいへんだ!」育児2（文藝春秋、2010年）
- ツレと私のコドモ時代くらべ（文藝春秋、2010年）
- こんなツレでゴメンナサイ。（作：望月昭、画：細川貂々、文藝春秋、2008年　のち文庫）
- 私とツレとこだわりMac（中経出版、2010年）
- 自殺者三万人を救え! "命"みんなで守る社会戦略（望月昭、細川貂々、澤登和夫、藤澤克己、清水康之、佐々木久長、NHK「"命"みんなで守る」制作班著　NHK出版　2011年）
- ツレと貂々、うつの先生に会いに行く（朝日新聞出版、2011年　のち文庫） - 精神科医大野裕との共著
- てんてんツレの「コマった！」育児（朝日新聞出版、2013年　のち文庫）
- ツレ元気　からだにいいゴハン計画（JTBパブリッシング、2016年　kindle版あり）
- 息子とワタシ、ときどきツレ（新日本出版社、2017年）
- こうして、大人になっていくんだね（新日本出版社、2025年）

### イラストエッセイ
- ぐーぐーBook―気持ちよーく眠りたい（産業編集センター、2004年 「今日はぐっすり眠りたい。」幻冬舎文庫　のち台湾で翻訳）
- おでかけブック（大和書房、2005年）
- イグアナの嫁（幻冬舎、2006年　のち文庫　kindle版あり）
- 私が結婚できるとは イグアナの嫁(2)（幻冬舎、2009年　のち文庫　kindle版あり）
- いろはにいぐあな（集英社、2007年）
- どーすんの?私（小学館、2008年　のち文庫　のち台湾で翻訳）
- てんてん手帖（講談社、2009年）
- てんてんの大丈夫、きっとうまくいく。（三笠書房、2010年）
- 本当はずっとヤセたくて。　自分のために、できること（幻冬舎、2010年　のち文庫　kindle版あり）
- またまたどーすんの?私（小学館、2010年　のち文庫）
- 大丈夫、みんな悩んでうまくいく。 てんてんの「十牛図」入門（2011年、朝日文庫）
- ぷにぷに（朝日新聞出版、2011年 kindle版あり）
- ボクはひとりで平気だもん! ぷにぷに 2（朝日新聞出版、2011年　kindle版あり）
- てんてんと歩くキモノみち 紬からはじめました（石嶋眞理監修　ぶんか社、2012年）
- ウチのコ、ご近所さんに育てられました（PHP研究所、2013年）
- タカラヅカが好きすぎて。（幻冬舎、2014年　のち文庫　kindle版あり）
- ちゃんとキレイにヤセたくて。（幻冬舎、2015年　のち文庫　kindle版あり）
- イグ　その愛と死　イグアナの嫁3（幻冬舎、2015年　kindle版あり）
- コーヒー・ルンバ（マガジンハウス、2015年　kindle版あり）
- 息子の将来、だいじょうぶ？（平凡社、2015年　kindle版あり）
- そして＜彼＞は＜彼女＞になった　安富教授と困った仲間たち（集英社、2016年　kindle版あり）
- それでも母が大好きです (朝日新聞出版、 2016年)
- タカラヅカ 夢の時間紀行（2016年11月26日、亜紀書房）[5]
- 40歳から「キレイ」と「オシャレ」始めました。（幻冬舎、2016年　kindle版あり）
- わたしの主人公はわたし（平凡社、2017年　kindle版あり）
- お多福来い来い～てんてんの落語案内（小学館、2018年　kindle版あり）
- 生きづらいでしたか？（平凡社、2019年　kindle版あり）
- アタックPTA（朝日新聞出版、2020年 kindle版あり)
- なぜか突然、中学受験。（創元社、2020年　kindle版あり）
- もろくて、不確かな、「素の自分」の扱い方（幻冬舎、2020年　kindle版・のち文庫あり）
- 維摩さまに聞いてみた〜生きづらい人のためのブッダのおしえ〜（晶文社、2022年　kindle版あり）
- 親が子どもになるころに　てんてん、介護問題に直面す。（創元社、2022年　kindle版あり）
- 凸凹あるかな？わたし、発達障害と生きてきました（平凡社、2023年　kindle版あり）
- ココロの友だちにきいてみる（笠間書院、2023年　kindle版あり）
- どうして死んじゃうんだろう？（晶文社、2024年　kindle版あり）

### 漫画
- きょとんチャン（メディアファクトリー、2007年）
- きょとんチャン 1歩前へ!（メディアファクトリー、2008年）
- ねたみパンダ（中経出版、2009年）
- 実はボク、コンカツ中です。（ホーム社、2011年）
- 万願寺偉人クリニック（小学館『ビッグコミック増刊号』、のち『ビッグコミック』連載）

### 鉄道漫画
- 親子テツ（朝日新聞出版、2012年）
- 日帰り旅行は電車に乗って 関西編（ミシマ社、2018年 kindle版あり）

### それでいい。シリーズ
- それでいい。（創元社、2017年 kindle版あり）※精神科医水島広子との共著
- やっぱり、それでいい。人の話を聞くストレスが自分の癒しに変わる方法（創元社、2018年　kindle版あり）※ 精神科医水島広子との共著
- 生きづらい毎日に　それでいい。実践ノート（創元社、2018年)※ 精神科医水島広子との共著
- それでいい。オーディオ版 （audiobook.jp、2019年）
- 夫婦・パートナー関係もそれでいい。(創元社、2019年　kindle版あり)※ 精神科医水島広子との共著
- 空気が読めなくてもそれでいい。（創元社、2020年　kindle版あり）※ 精神科医水島広子との共著

対人関係療法の第一人者水島広子医師との共著、シリーズ12万部を超えるベストセラー。
好評により、lineスタンプ「細川貂々＆水島広子　それでいい。スタンプ」も開発発売された。

### 親と子の問題
・さよなら、子ども虐待（創元社、2023年　kindle版あり）※今一生との共著

### 発達障害のおはなしシリーズ
- 他の子と違うのはなんでだろう？自閉症スペクトラムのおはなし（平凡社、安原昭博監修、原佐知子編、細川貂々絵　2021年）
- 他の子と違うのはなんでだろう？ADHDのおはなし（平凡社、高山恵子監修、原佐知子編、細川貂々絵、2021年）
- 他の子と違うのはなんでだろう？学習障害のおはなし（平凡社、柳下記子監修、原佐知子編、細川貂々絵、2021年）

### 対談
・生きベタさん（講談社、2022年　kindle版あり）※釈撤宗との共著
・相談するってむずかしい（集英社、2025年8月発売予定）※文：青山ゆみこ　漫画：細川貂々

### 豆本
- だるままるだ（2014年）
- からくりむしゃはぐるまのすけ（オフィスリール、2015年）
- てんてん流十牛図（オフィスリール、2016年）

### 哲学
- てんてん哲学に出会う　怒りっぽいわたし、どうしたらいい？（中野商店、2016年）森永豊著・細川貂々イラスト

### マンガどうわ
- 母の友2019年9月号掲載「スプーンのなかのくに」

### 絵本・児童書
- がっこうのてんこちゃん　はじめてばかりでどうしよう！の巻（福音館書店、2023年　kindle版あり）第71回産経児童出版文化賞「ニッポン放送賞」受賞作
- こころってなんだろう（講談社、2023年　kindle版あり）
- みらいってなんだろう（講談社、2023年　kindle版あり）
- がっこうのてんこちゃん　きょうはおやすみします（福音館書店、2024年　kindle版あり）
- しごとってなんだろう（講談社、2024年　kindle版あり）
- おかねってなんだろう（講談社、2025年10月6日発売予定）

### 児童書挿絵
- 空はきんいろ　フレンズ（偕成社　大島真寿美作　2004年）
- ももいろ荘の福子さん（ポプラ社　村上しいこ作　2005年）
- ももいろ荘の福子さん　お父さん大キライの巻（ポプラ社　村上しいこ作　2006年）
- ももいろ荘の福子さん　ぼんたネコババの巻（ポプラ社　村上しいこ作　2006年）
- 大ドロボウ五十五えもん（ポプラ社　吉田純子作　2008年）
- 大ドロボウ五十五えもんのドロボウ学校（ポプラ社　吉田純子作　2009年）
- 大ドロボウ五十五えもんの一日けいさつ署長（ポプラ社　吉田純子作　2009年）
- いぬがかいたかったのね（集英社　サトシン作　2013年）
- リボンちゃん（文溪堂　サトシン作　2014年）
- ていでんちゅういほう（文研出版　いとうみく作　2014年）
- サカサムシちゅういほう（教育画劇　こすぎさなえ作　2015年）
- プリプリ　プリン姫プリンセスが転校生？（ポプラ社　吉田純子作　2014年）
- プリプリ　プリン姫王子さまがやってくる！（ポプラ社　吉田純子作　2015年）
- プリプリ　プリン姫100点よりもステキなもの（ポプラ社　吉田純子作　2015年）
- 妖怪たぬきポンチキン　人間界にやってきた！（文溪堂　山口理作　2016年）
- 妖怪たぬきポンチキン　化けねこ屋敷と消えたねこ（文溪堂　山口理作　2017年）
- 妖怪たぬきポンチキン　雪わらしとのやくそく（文溪堂　山口理作　2018年）
- 妖怪たぬきポンチキン　最強の妖怪あらわる！（文溪堂　山口理作　2018年）
- ようかい先生とぼくのひみつ（金の星社　山野辺一記作　2017年）
- 3にんのおひめさま（学研プラス　間所ひさこ作　2017年）

### 書籍挿絵・表紙カバー等
- 着物のいろは（技術評論社　前野未悠・著）
- ハッピー・ラッキー美人の秘密（ぜんにち出版　ユウコ・著）
- ごはん美人のススメ（大和書房　幕内秀夫・著）
- うっとり下着川柳トリンプ編（かんき出版）
- ウチの子は恐怖の質問大魔王（佼成出版　夏美モンド・著）
- 基本のスキンケア（角川sscムック）
- やっぱ、「自分ブランド」でしょ（講談社　蟹瀬令子・著）
- こころの健康学（日本経済新聞出版　大野裕・著）
- 家族ペット（文藝春秋　山田昌弘・著）
- 性のこと、わが子と話せますか？（集英社　村瀬幸浩・著）
- エソラ　vol.4（講談社　伊坂幸太郎ほか・著）
- 日本経済ココを教えて（日経新聞社編集）
- こんなツレでゴメンナサイ（文藝春秋　望月昭・著）
- ウエディング大作戦シティウェディング編（扶桑社）
- てん子ちゃんのSOHO日記（日本生産性本部）
- 赤ちゃんの肌トラブルを防ぐ本（マガジンハウス）
- 育児ばかりでスミマセン（幻冬舎　望月昭・著）
- うつにもいろいろあるんです（オレンジページムック　牧野真理子監修）
- パパ、どうしてお仕事行かないの？（幻冬舎　望月昭・著）
- 早わかり世界の六大宗教（朝日文庫　釈徹宗・著）
- こころに効く精神栄養学（女子栄養大学出版部　功刀浩・著）
- 不安をなくす技術（フォレスト出版　嶋津良智・著）
- お世話され上手（ミシマ社　釈撤宗・著）
- 「嫌われるのがこわい人」のための自己主張レッスン（PHP研究所　石原加受子・著）
- 0歳からはじめる教育の本（宝島社）
- ipadすいすい仕事術（中経出版　深川岳志・著）
- 異教の隣人（晶文社　釈撤宗・著）
- 1日3分でうつをやめる。（扶桑社　川本義巳・著）
- ほんのちょっと当事者（ミシマ社　青山ゆみこ・著）
- 敏感過ぎる自分を好きになれる本（青春出版社　長沼睦雄・著）
- セルフケアの道具箱（晶文社　伊藤絵美・著）【メンタル本大賞2022受賞】
- あんぱん　ジャムパン　クリームパン　女三人モヤモヤ日記（亜紀書房　青山ゆみこ・牟田都子・村井理子・著）
- 教えて、釈先生！子どものための仏教入門（講談社　釈徹宗・谷口雅美・著）
- 「ほんとのこと」は、親にはいえない　子どもの言葉を生み出す対話（家の光協会　木村康子・著）
- 仕事だいじょうぶの本（ペンコム　北岡祐子・著）
- 「消えたい」「もう終わりにしたい」あなたへ（紀伊國屋書店　水島広子・著）
- 知っておきたい子どもの権利：わたしを守る「子どもの権利条約」事例集（平凡社　鴻巣麻里香他1名・著）
- 気になる人が90％「ほぼうつ」だちと思ったら。（けやき出版　鎌田めぐみ・著）

### 寄稿・インタビュー
- 凹んだって、だいじょうぶ（清流出版　2008年）
- 感動ストーリーズ4（学研　2009年）
- The女子力（角川マーケティング　2010年）
- マンガ育児ことわざ（実業之日本社　2017年）
- TCA　PRESS　2015年3月号（宝塚クリエイティブアーツ　2015年）
- ロダンのココロ　いろはのきもちクリニック（日本文芸社　内田かずひろ・著　2016年）
- 母の友　2019年9月号（福音館書店　2019年）
- さくらももこ『ちびまる子ちゃん』を旅する（平凡社　2020年）
- PenBOOKS　祝!真打昇進&伯山襲名　1冊まるごと、松之丞改め六代目神田伯山（CCCメディア　2020年）
- 母の友　2021年7月号（福音館書店　2021年）

### 他
ほか、てんてん流。ポスター等のイラスト多数。WEB連載、新聞雑誌掲載なども多数。